# Crash Love
Crash Love es el octavo álbum de estudio de la banda californiana de rock AFI. Se lanzó el 29 de septiembre de 2009 a través del sello Interscope Records. El primer sencillo del disco, «Medicate», se lanzó de forma oficial el 24 de agosto en la cadena de radio estadounidense KROQ, después de una entrevista con el vocalista de la banda, Davey Havok. El 12 de abril de 2010 se publicó «Beautiful Thieves», segundo sencillo del disco.

## Grabación
Después de las giras en 2006 de Decemberunderground, AFI estuvo dos años escribiendo y grabando su siguiente álbum, mientras que también trabajaron en los proyectos paralelos que tienen varios miembros: el bajista Hunter Burgan comenzó Hunter Revenge y se reunió brevemente con su antigua banda The Force; mientras que el cantante Davey Havok y el guitarrista Jade Puget grabaron y actuaron con la banda de electrónica Blaqk Audio. Havok también puso en marcha una línea de moda, mientras que Puget trabajó en remixes y producción para otros artistas musicales. En noviembre de 2008 AFI anunció que había terminado de escribir su próximo álbum, y comenzaría la grabación con el productor David Bottrill. Al mes siguiente, el sitio web oficial de la banda fue rediseñado y renovado, y se anunció un concurso titulado «Begin Transmission» (comienza la transmisión) en el que los fanes fueron invitados a presentar vídeos caseros para ser considerados a la hora de grabar los coros en el álbum. Se recibieron miles de videos y estos fueron revisados personalmente por los miembros de la banda. Los cinco ganadores grabaron sus coros con la banda en Conway Studios de Los Ángeles, en febrero de 2009.
En enero de 2009 AFI dejó de trabajar con Bottrill en favor de Joe McGrath (que había trabajado previamente con Morrissey, Alkaline Trio y Blink-182) y Jacknife Lee. Sin embargo, continuó trabajando en las mismas canciones y no abandonaron la parte del material que ya había sido grabada. El título del álbum fue anunciado como Crash Love en febrero de 2009 y en julio se reveló que la fecha de lanzamiento sería el 29 de septiembre. Comenzó, pues, una campaña de marketing viral donde se mostraba las canciones del álbum, anunciando las canciones una por una en el sitio web de la banda. La lista completa de canciones y la carátula de álbum fueron mostradas por diversas publicaciones de música el 21 de agosto. Al anunciar la realización de Crash Love, Havok dijo: «Personalmente, nunca he estado más orgulloso de un álbum de AFI» y lo llamó «el álbum por el que vamos a ser recordados». La revista americana Alternative Press reconoció a Crash Love como el noveno mejor disco del año 2009, y su guitarrista Jade Puget como el mejor guitarrista de ese año.

## Estilo
Crash Love sigue la tendencia de AFI de variar su estilo de un álbum para otro, con un sonido enraizado en el punk rock, pero absorbido y experimentado con hardcore punk, rock gótico e influencias electropop en álbumes anteriores. El bajista Hunter Burgan describió Crash Love como «definitivamente algo más que un álbum de rock, más inmediato. En comparación con Decemberunderground, donde algunas de las canciones eran más sutiles, estas son hechas más a la cara». Dave Donnelly de Sputnikmusic especula que parte de la motivación musical en este álbum viene influida por Blaqk Audio, que les permitió ampliar los elementos electrónicos que habían prevalecido en Decemberunderground y manteniendo a AFI como un grupo principalmente de pop punk. Havok dijo que aunque no fue un experimento provocado, la experiencia con Blaqk Audio ha contribuido a los elementos electrónicos en Crash Love:

«Crash Love está más enfocado a la guitarra de lo que lo estaba Decemberunderground. Creo que es resultado de la gira de dos meses y la grabación de CexCells que hicimos Jade y yo [con Blaqk Audio]. Por lo que cuando nos sentamos a componer Crash Love fue estimulante estar tocando rock y creo que Blaqk Audio ha rejuvenecido nuestro interés en el rock. Blaqk Audio es ya completamente electrónica pero viene de estar sentados escribiendo rock porque no teníamos suficiente inspiración para introducir esos sonidos electrónicos en el rock que estábmos haciendo. Fue algo inconsciente».

Los críticos especializados han comparado el sonido de Crash Love con artistas y bandas como Morrissey, los Raspberries, The Cure, The Smiths, U2, New Order o Alkaline Trio. Por otra parte, otros han comparado las partes de guitarra de Puget con Jimmy Page, Johnny Marr, Trent Reznor y Black Sabbath. Otros han visto similitudes en la canción «Too Shy to Scream» con Adam and the Ants, especialmente con el tema «Goody Two-Shoes».
De su estilo, el crítico Matt Collar de Allmusic dijo que el álbum es «pegajoso con franjas épicas de rock melódico y con una actitud gótica lo suficientemente arrogante para complacer a los emo-adolescentes» y que «el aspecto gótico de Havok está intacto, parece templado aquí y su punk posee un poco más de músculo y susurros de los 80». Jason Pettigrew de Alternative Press, consideró que el estilo del álbum, está entre sus raíces punk y rock comercial, por lo que no le conviene estar de ninguno de los extremos: «Aunque los miembros de AFI no pueden volver ya a sus orígenes, están explorando sonidos más que cualquier otro grupo de tipos malolientes en una camioneta con calcomanías hardcore». Otros críticos especializados hicieron notar elementos de rock gótico, post-punk, pop de los 80, hardcore punk y synthpop en el álbum. Vik Bansal de MusicOMH señaló que Crash Love «muestra que mientras que la fusión de goth, punk y pop no necesita de ningún genio, cuando se trata de AFI es definitivamente una forma de arte». Chris Fallon de AbsolutePunk declaró que «los aficionados tienen que entender que AFI ya no están tan enfadados, han dejado de ser una sarcástica banda de punk y cada miembro ha fortalecido su arte para que coincida con la influencia de cada individuo».

## Lista de canciones
- Edición estándar

| Crash Love |                                    |          |  |
| N.º        | Título                             | Duración |  |
| 1.         | «Torch Song»                       | 3:45     |  |
| 2.         | «Beautiful Thieves»                | 3:46     |  |
| 3.         | «End Transmission»                 | 3:47     |  |
| 4.         | «Too Shy to Scream»                | 3:57     |  |
| 5.         | «Veronica Sawyer Smokes»           | 2:44     |  |
| 6.         | «Okay, I Feel Better Now»          | 4:31     |  |
| 7.         | «Medicate»                         | 4:20     |  |
| 8.         | «I Am Trying Very Hard to Be Here» | 2:43     |  |
| 9.         | «Sacrilege»                        | 3:27     |  |
| 10.        | «Darling, I Want to Destroy You»   | 3:43     |  |
| 11.        | «Cold Hands»                       | 3:32     |  |
| 12.        | «It Was Mine»                      | 3:53     |  |
| 43:08      |                                    |          |  |

- Otras ediciones

| Edición japonesa |                                          |          |  |
| N.º              | Título                                   | Duración |  |
| 13.              | «Carcinogen Crush»                       | 2:56     |  |
| 14.              | «Ether»                                  | 2:36     |  |
| 15.              | «Miss Murder» (dueto con Kyosuke Himuro) | 3:26     |  |

| Edición de lujo |                                                              |          |  |
| N.º             | Título                                                       | Duración |  |
| 1.              | «Fainting Spells» (lado B de Decemberunderground)            | 4:00     |  |
| 2.              | «We've Got the Knife» (demo de las sesiones de Crash Love)   | 3:50     |  |
| 3.              | «Where We Used to Play» (demo de las sesiones de Crash Love) | 3:57     |  |
| 4.              | «100 Words» (lado B de Sing the Sorrow)                      | 5:13     |  |
| 60:08           |                                                              |          |  |

| Edición de preventa de iTunes |                                                                   |          |  |
| N.º                           | Título                                                            | Duración |  |
| 13.                           | «Too Late for Gods» (lado B de Crash Love)                        | 4:03     |  |
| 14.                           | «Breathing Towers to Heaven» (demo de las sesiones de Crash Love) | 3:51     |  |

| Edición expandida de iTunes |                                                                   |          |  |
| N.º                         | Título                                                            | Duración |  |
| 13.                         | «Fainting Spells» (lado B de Decemberunderground)                 | 4:00     |  |
| 14.                         | «We've Got the Knife» (demo de las sesiones de Crash Love)        | 3:50     |  |
| 15.                         | «Where We Used to Play» (demo de las sesiones de Crash Love)      | 3:57     |  |
| 16.                         | «100 Words» (lado B de Sing the Sorrow)                           | 5:13     |  |
| 17.                         | «Too Late for Gods» (lado B de Crash Love)                        | 4:03     |  |
| 18.                         | «Breathing Towers to Heaven» (demo de las sesiones de Crash Love) | 3:51     |  |

## Posicionamiento en listas
| Alemania       | German Albums Chart      | 95 |
| Australia      | Australian Albums Chart  | 16 |
| Estados Unidos | Alternative Albums       | 5  |
| Estados Unidos | Billboard 200            | 12 |
| Estados Unidos | Hard Rock Albums         | 4  |
| Estados Unidos | Rock Albums              | 5  |
| Nueva Zelanda  | New Zealand Albums Chart | 38 |
| Reino Unido    | UK Albums Chart          | 73 |